# Nakulamene
El pueblo Nakulamene es un pueblo que vive en Tanna, una isla de Vanuatu, país insular localizado en el Océano Pacífico Sur.

## Alimentación
Los Nakulamene trabajan la tierra; cada familia tiene un huerto para ser trabajado. Suben hasta los más alto del monte Yasur (el volcán activo más accesible del mundo, localizado en la costa sudeste) para que sus campos sean bendecidos. Cazan y sacrifican a los animales que crían con la ayuda de palos, arcos y flechas, siempre por necesidad.

## Indumentaria
La vestimenta de los Nakulamene es muy simple: tan sólo llevan un pequeño taparrabos hecho de hierbas y una kotekas (vaina para pene, llamadas Nambas en idioma Bislama) y ellas se protegen con una larga falda, también fabricada con hierbas.

## Creencias

### Leyenda del origen de las razas
Esta historia es contada por los ancianos de la tribu y explica cómo se creó la raza blanca y negra.
Un día, una mujer de la isla de Vanuatu se encontró a una serpiente, la cual se convirtió luego en un apuesto hombre que se casó con ella, teniendo dos hijos. Ambos eran sanos y hermosos. La envidia hizo que la gente del pueblo matara al padre. A este se le cayeron los ojos, y cada uno dio lugar: uno, al nacimiento de un río, y el otro, al de un magnífico lago.
Uno de sus hijos cayó en el río y viajó por su curso, muy lejos. En el trasiego, perdió su color negro y dio lugar a la raza blanca. Mientras tanto, el otro hijo, que se quedó en el lago, mantuvo su color de piel… Así se explica cómo ambas razas (blanca y negra) son realmente una, pues son originarias de la misma madre y son hermanas.

### Hijo pálido del dios
Tienen la creencia de que Felipe de Edimburgo, marido de la Reina Isabel II de Inglaterra, es la presencia en el mundo del hijo de su dios, espíritu de las montañas, que llegó para poner calma a su pueblo que antes de la llegada de Felipe tuvo problemas con algunos hombres blancos que intentaban cambiar sus costumbres. Actualmente se muestran fotos del príncipe de Edimburgo como el hijo pálido del dios.

## Curiosidades
En 2010 el programa español Perdidos en la tribu, del canal Cuatro, seleccionó esta tribu para realizar su segunda temporada en Vanuatu.